# Nandayparakit
Nandayparakit (Aratinga nenday) är en sydamerikansk fågel i familjen västpapegojor inom ordningen papegojfåglar.

## Utseende
Nandayparakiten är en medelstor (32-36 centimeter) och huvudsakligen gulgrön papegoja med svartaktigt huvud och blått bröstband. Ögat är bärnstensfärgat och omringas av en vit ögonring. Den långa och spetsiga stjärten är grön och benen orange.

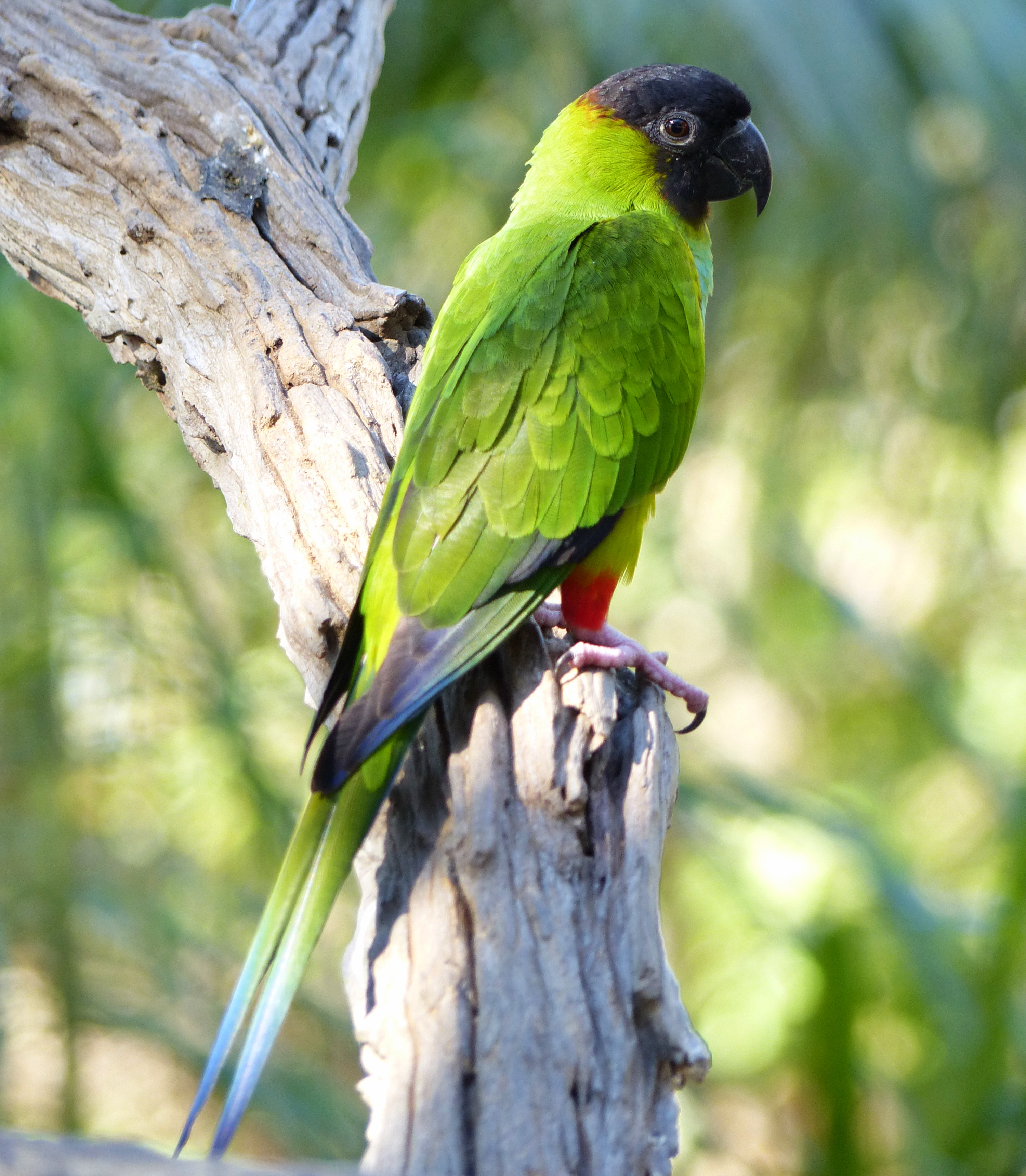
I Poconé, Mato Grosso, Brasilien.
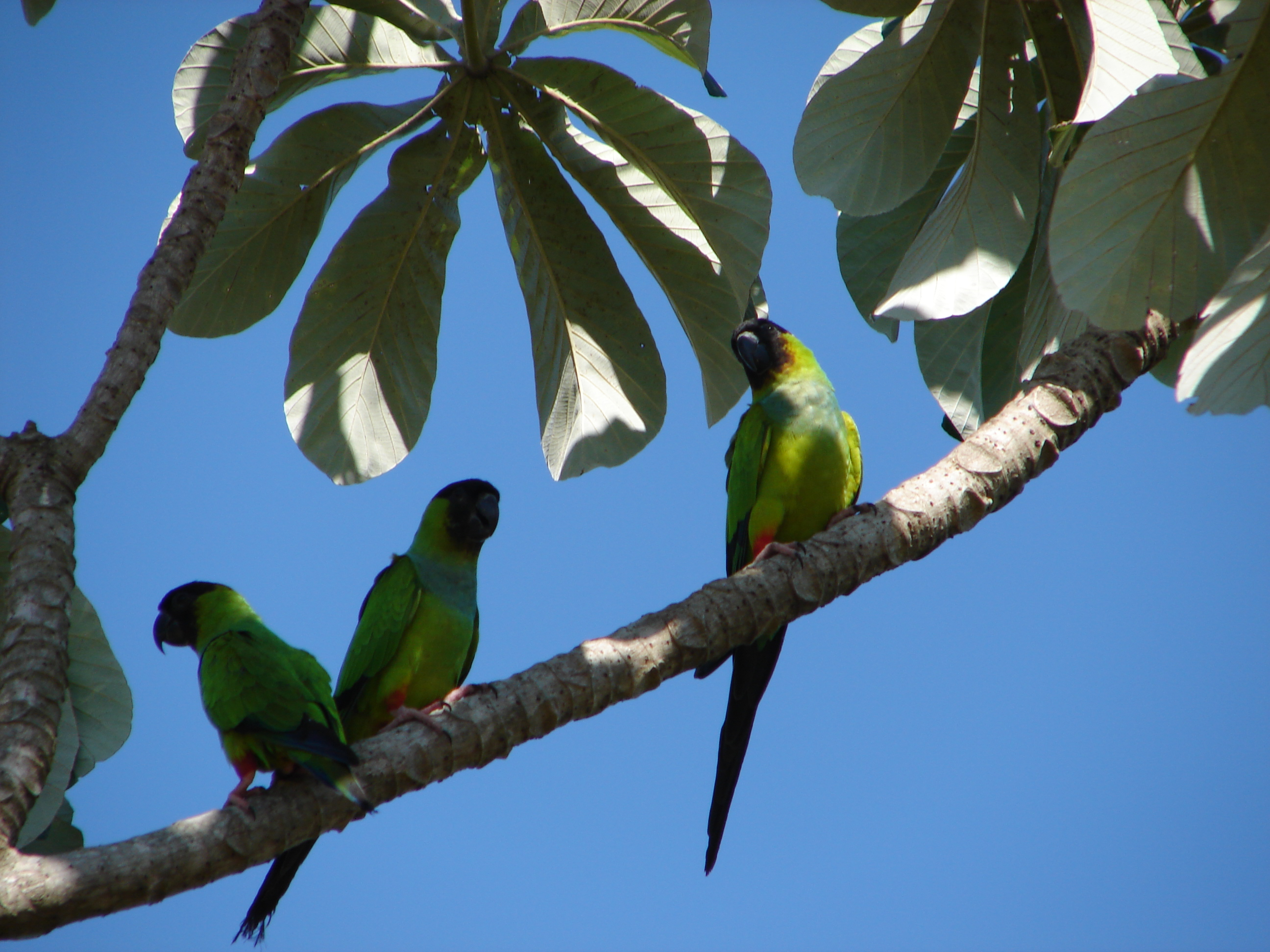
I Pantanal, Brasilien.

## Utbredning
Fågeln har sitt utbredningsområde i sydöstra Bolivia, sydväst Brasilien, Paraguay och norra Argentina. Det förekommer även förvildade populationer av frisläppta burfåglar i Kalifornien och Florida, liksom i Israel, Puerto Rico och Uruguay. Den har också häckat på Teneriffa i Kanarieöarna samt i Spanien.

## Systematik
Tidigare placerades fågeln som ensam art i släktet Nandayus men inkluderas nu allmänt i Aratinga efter genetiska studier. Den behandlas som monotypisk, det vill säga att den inte delas in i några underarter.

## Levnadssätt
Nandayparakiten förekommer i öppen savann och betesmarker. Den livnär sig av frön, frukt, palmnötter, bär, blommor och knoppar. Fågeln häckar i trädhål och lägger tre till fyra ägg. Efter häckningen formar fåglarna stora flockar.

## Status och hot
Arten har ett stort utbredningsområde och en stor population, och tros öka i antal. Utifrån dessa kriterier kategoriserar internationella naturvårdsunionen IUCN arten som livskraftig (LC). Världspopulationen har inte uppskattats men den beskrivs som ganska vanlig.

## Namn
Fågelns svenska och vetenskapliga namn kommer från Nhendái, namnet på fågeln på guaraní som betyder "högljudd pratsam person". På språket tupi heter den Nhandáia.